# Sven-Åke Adler
Sven Åke (Sven-Åke) Holgersson Adler, född 26 juni 1922 i Sankt Johannes församling i Stockholms stad, död 19 april 1993 i Västerleds församling i Stockholms län, var en svensk militär.

## Biografi
Efter studentexamen vid Lidingö högre allmänna läroverk 1943 avlade Adler marinofficersexamen vid Kungliga Sjökrigsskolan 1946 och utnämndes samma år till fänrik vid Vaxholms kustartilleriregemente, varefter han befordrades till löjtnant 1948. I början av 1950-talet medverkade han som skådespelare i en undervisningsfilm om skärgårdsnavigering. Han gick Högre minkursen vid Kungliga Sjökrigshögskolan 1954–1956, var lärare i minlära vid Kungliga Sjökrigsskolan 1956–1957 och befordrades till kapten 1958. Han tjänstgjorde i Försvarets kommandoexpedition 1961–1963. År 1963 befordrades han till major och tjänstgjorde i staven hos inspektören för kustartilleriet 1963–1964 samt tjänstgjorde vid Planeringsavdelningen i Marinstaben 1964–1968, befordrad till överstelöjtnant 1966. Han var chef för Kustartilleriets minskola 1968–1969, studerade vid Försvarshögskolan 1969 och var stabschef vid Gotlands militärkommando 1969–1971. År 1971 befordrades han till överste, varpå han var chef för Sektion II i Marinstaben 1971–1974 och chef för Vaxholms kustartilleriregemente 1974–1977. Han befordrades 1977 till överste av första graden och var chef för Stockholms kustartilleriförsvar 1977–1981, varpå han 1982 inträdde i reserven.
Sven-Åke Adler invaldes 1968 som ledamot av Kungliga Örlogsmannasällskapet och 1973 som ledamot av Kungliga Krigsvetenskapsakademien.
Sven-Åke Adler var son till bankkamrer Holger Adler och Elin Ottosson. Han gifte sig 1953 med Solveig Kjellberg (1923–2007). Makarna är gravsatta i minneslunden på Galärvarvskyrkogården i Stockholm.